# 深沢峡
深沢峡（ふかさわきょう）は、岐阜県加茂郡八百津町と瑞浪市の木曽川周辺にある峡谷である。
丸山ダムの上流、約10km程の場所にある。

## 概要
深沢峡は、道路の状態が非常に悪く通行が困難な国道（酷道、点線国道）として知られる国道418号や、同じく道路状態の悪い県道の岐阜県道352号大西瑞浪線が通っている。
現在、この周辺の国道418号は通行禁止区間となっており、県道大西瑞浪線も集落の北端から五月橋までの区間が自動車通行不能で、深沢峡を自動車で訪れることは不可能であり、立入禁止となっている。
木曽川には、岐阜県道352号大西瑞浪線の五月橋がかかっているが、この橋も立入禁止である。
かつては深い渓谷の底を木曽川が流れており、屈指の難所であったが、1955年に丸山ダムが完成したことにより、一帯はダム湖である丸山蘇水湖の湖底に水没した。周囲には茶店の跡が残っているが、現在は立入禁止である。
現在、新丸山ダムが計画されており、このダムが完成すると、現在の五月橋は水没することになる。また、ダム本体工事に先立って国道の付替えが実施されており、この場所の交通事情は大きく変わることになる。